# Оболенский, Александр Васильевич (1823)
Александр Васильевич Оболенский, (26 октября (7 ноября) 1823 — 1865) — русский князь, морской офицер. Участник кругосветного плавания фрегата «Диана» из Петербурга на Дальний Восток и событий 1854—1855 годов, связанных с присоединением Приамурья к России. Входил в круг общения декабристов, живших на поселении в Иркутске и окрестностях.
Родственник декабриста Е. П. Оболенского.

## Биография
Семья принадлежала древнейшему княжескому роду Оболенских, известному в России с начала XV века.
Отец — Василий Петрович Оболенский (1780—1834) — участник Отечественной войны 1812 г. и заграничных походов русской армии 1813—1814 гг. Мать — Екатерина Алексеевна, дочь графа А. И. Мусина-Пушкина, фрейлина императорского двора. В семье было четверо сыновей и три дочери.
Сын Александр родился в 1823 году. Окончил Морской кадетский корпус. 30 декабря 1842 года выпущен из корпуса мичманом. Определён в Балтийский флот.
В 1853 году лейтенант А. В. Оболенский был направлен на вновь построенный фрегат «Диана». С октября 1853 года по июль 1854 года участвовал на нём в кругосветном плавании из Петербурга на Дальний Восток под командованием капитан-лейтенанта С. С. Лесовского, которому было приказано принять там на борт дипломатическую миссию вице-адмирала Е. В. Путятина и направиться с ней в Японию.
К середине июля 1854 года «Диана» пришла в залив Де-Кастри на западном берегу Татарского пролива.
В связи с появлением после начала Крымской войны 1853—1856 годов у берегов Камчатки англо-французского флота была поставлена под угрозу безопасность дальневосточных рубежей России. Ситуация заставляла генерал-губернатора Восточной Сибири Н. Н. Муравьёва активизировать деятельность Амурской экспедиции.
14 июня, по прибытии в Мариинский пост на Амуре, оправленного Н. Н. Муравьёвым сводного линейного батальона подполковника М. С. Корсакова, 200 человек из его состава под командованием подпоручика Н. А. Глена были направлены к озеру Кизи для обустройства дороги к заливу Де-Кастри. Прорубивший большую часть 25-верстной просеки, но оставшийся без запаса провизии, рассчитанного только на месяц, и голодавший уже полторы недели отряд был обнаружен и спасён в нескольких верстах от залива Де-Кастри офицерами — лейтенантом князем Оболенским и поручиком корпуса морской артиллерии Антипенко — фрегата «Диана», дожидавшегося там прихода из Японии фрегата «Паллада».
После прихода «Паллады» в Татарский пролив А. В. Оболенский в августе 1854 года был назначен сопровождать до Иркутска из порта Аян на Охотском море возвращавшегося в Петербург через Якутск секретаря вице-адмирала Е. В. Путятина, писателя И. А. Гончарова.
На «Диану» были переведены часть команды и офицеров «Паллады» и с миссией Е. В. Путятина новый фрегат был отправлен в Японию. Часть сверхкомплектных офицеров и команды во главе с со старшим офицером «Дианы» И. И. Бутаковым были переведены в штат Амурской экспедиции в Приамурье, остальные через Сибирь возвратились в Петербург.
Лейтенант А. В. Оболенский был оставлен в распоряжении генерал-губернатора. 25 февраля 1855 года Н. Н. Муравьёв написал М. С. Корсакову, что он назначил Г. И. Невельского исправляющим должность начальника штаба, В. С. Завойку начальником всех морских сил, М. С. Корсакова начальником всех сухопутных сил — «для дел же будут при мне дежурный штаб-офицер по морской части Оболенский и по сухопутной не знаю ещё кто».
Женат не был. Полученное им в наследство имение в селе Стрелково Подольского уезда Московской губернии после его кончины в 1865 году было целиком передано крестьянам.

## В кругу ссыльных декабристов
В Иркутске, где находилась резиденция генерал-губернатора, А. В. Оболенский познакомился и сблизился со ссыльными декабристами С. Г. Волконским, С. П. Трубецким, А. В. Поджио, И. Д. Якушкиным и другими, жившими на поселении (до амнистии 1856 года) в городе и его окрестностях. У них в домах бывал и поддерживал с ними дружеские отношения шеф А. В. Оболенского — Н. Н. Муравьёв.
В круг общения декабристов был принят и А. В. Оболенский. Ссыльные патриоты живо интересовались новостями и обсуждали события, связанные с действиями Н. Н. Муравьёва на Дальнем Востоке и войной в Крыму. Осенью 1854 года Волконский писал Пущину об обсуждении с появившимися в Иркутске моряками итогов и новых планах Амурской экспедиции — «все, что относится до нашей рекодорожной — от устьев Амура до Императорской гавани, — так занимательно и утешительно для русского сердца».
Историк М. Ю. Барановская цитировала Я. Д. Казимирского, который 2 февраля 1855 года писал из Иркутска в Ялуторовск И. И. Пущину:

«Мы всякий день все собираемся вместе: сегодня вечер назначен у Трубецкого. В этот кружок попадают чаще других моряк князь Оболенский и бригадный ком(андир) Аничков и прения о Крыме доходят до того, что из рук вон. Самые, упорные и infatigable-ные (неутомимые — фр.) политики суть: И. Д. Якушкин, Оболенский, Мурав(ьев) (генерал-губернатор — М. Б.), Поджио; до такой степени, что я стал упрашивать помилования… до 2-х часов ночи готовы толковать все об одном Крыме».

В письмах декабристов того периода — И. И. Пущина, И. Д. Якушкина — часто упоминается имя А. В. Оболенского.
Якушкин писал Пущину 13-14 декабря 1854 года: «…у меня часто бывает князь Оболенский, Александр Васильевич, моряк,… очень напоминающий мне Евгения Петровича». После поездки А. В. Оболенского в Ялуторовск, где жили И. И. Пущин и Е. П. Оболенский, Якушкин писал 31 января 1855 года: «Оболенский доставил мне, добрый друг Иван Иванович, ваше письмо».
Контакты А. В. Оболенского с декабристами продолжались до их отъезда из Сибири после объявленной амнистии.

## Память
В 1891 году имена капитан-лейтенанта князя А. В. Оболенского и других активных участников присоединения Приамурья к России увековечены на бронзовой доске, установленной на пьедестале памятника генерал-губернатору Восточной Сибири Николаю Николаевичу Муравьёву-Амурскому в Хабаровске.
Участвовали въ первыхъ двухъ экспедиціях на р. Амуръ
въ 1854 и 1855 гг.
Генералъ-Адьютантъ Николай Николаевичъ Муравьевъ
Генералъ-Губернаторъ.
Полковникъ М. С. Корсаковъ, Капитанъ 2 ранга М. С. Казакевичъ, Кол. Асес. Н. Д. Свербеевъ,

А. И. Бибиковъ, Полевые инженеры: Капитанъ К. О. Мровинский, Штабсъ-Капитанъ О. Ѳ. Рейнъ,

Лейтенанты: Я. И. Купреяновъ, А. С. Сгибневъ, Есаулъ Г. Д. Скобельцинъ, Горный инженеръ

Н. И. Аносовъ, Поручикъ Артиллеріи К. Н. Бакшеевъ, Подпоручикъ Н. А. фонъ-Гленъ, докторъ

И. А. Касаткинъ, Полковникъ А. А. Назимовъ, Подполковникъ А. Н. Ушаковъ, Капитанъ-Лейте-

нантъ Князь А. В. Оболенскій, Подполковникъ А. Н. Сеславинъ, Маіор Князь А. Е. Енгалычевъ,

Тит. Сов. Князь М. С. Волконский, докторъ медицины Вейрихъ, Лейтенантъ А. М. Линденъ,

Полевой Инженеръ Поручикъ П. П. Егоровъ и другіе. Участники ученых экспедицій: Л. И. фонъ-

Шренкъ, К. И. Максимовичъ, Р. К. Маакъ, Герстфельдтъ, Поручикъ корп. меж. инж. Рожковъ,

прапорщикъ корп. топогр. Зондгагенъ, чиновникъ Кочетовъ.

Супруга Генералъ-Губернатора Екатерина Николаевна Муравьева.
О морском офицере князе А. В. Оболенском писали:
- И. А. Гончаров («Фрегат „Паллада“»)
- Н. Н. Задорнов («Война за океан»).